# Гаражі
Гаражі́ (рос. Гаражи) — селище у складі Кічменгсько-Городецького району Вологодської області, Росія. Входить до складу Городецького сільського поселення.

## Населення
Населення — 139 осіб (2010; 249 у 2002).
Національний склад (станом на 2002 рік):
- росіяни — 99 %